# Sept pièces caractéristiques
Pour les articles homonymes, voir pièces caractéristiques.
Les Sept Pièces caractéristiques opus 7 est un recueil de pièces pour piano de Felix Mendelssohn. Composé en 1828, il reflète la dualité du style du compositeur entre contrepoint baroque du passé et le scherzo romantique prometteur.

## Structure
1. Sanft mit empfindung
2. Mit heftiger bewegung
3. Ktaftig und feurig
4. Schnell und beweglich
5. Ernst, und mit steigender lebhaftigkit
6. Sehnsuchtig
7. Leicht und luftig

## Source
- François-René Tranchefort, Guide de la musique de piano, éd. Fayard 1987, p. 489  (ISBN 2-213-01639-9)